# Christopher G. Moore
Christopher George Moore (n. 8 iulie, 1952) este un scriitor canadian ce în prezent trăiește în Bangkok, Thailanda din 1988.
1. ↑  „Christopher G. Moore”, Gemeinsame Normdatei, accesat în 7 noiembrie 2018
2. 1 2  Virtual International Authority File, accesat în 7 noiembrie 2018
3. ↑   http://mak.bn.org.pl/cgi-bin/KHW/makwww.exe?BM=01&IM=04&NU=01&WI=A27908768, accesat în 7 noiembrie 2018 Lipsește sau este vid: |title= (ajutor)
4. ↑  IdRef, accesat în 7 noiembrie 2018
5. ↑  Library of Congress Authorities, accesat în 7 noiembrie 2018